# Mistrzostwa NCAA Division I w Zapasach w 1985
Mistrzostwa NCAA Division I w zapasach rozgrywane były w Oklahoma City w dniach 14–16 marca 1985 roku. Zawody odbyły się w McCasland Field House i Gallagher Hall, na terenie Uniwersytetu Stanu Oklahoma i Uniwersytetu Oklahomy.

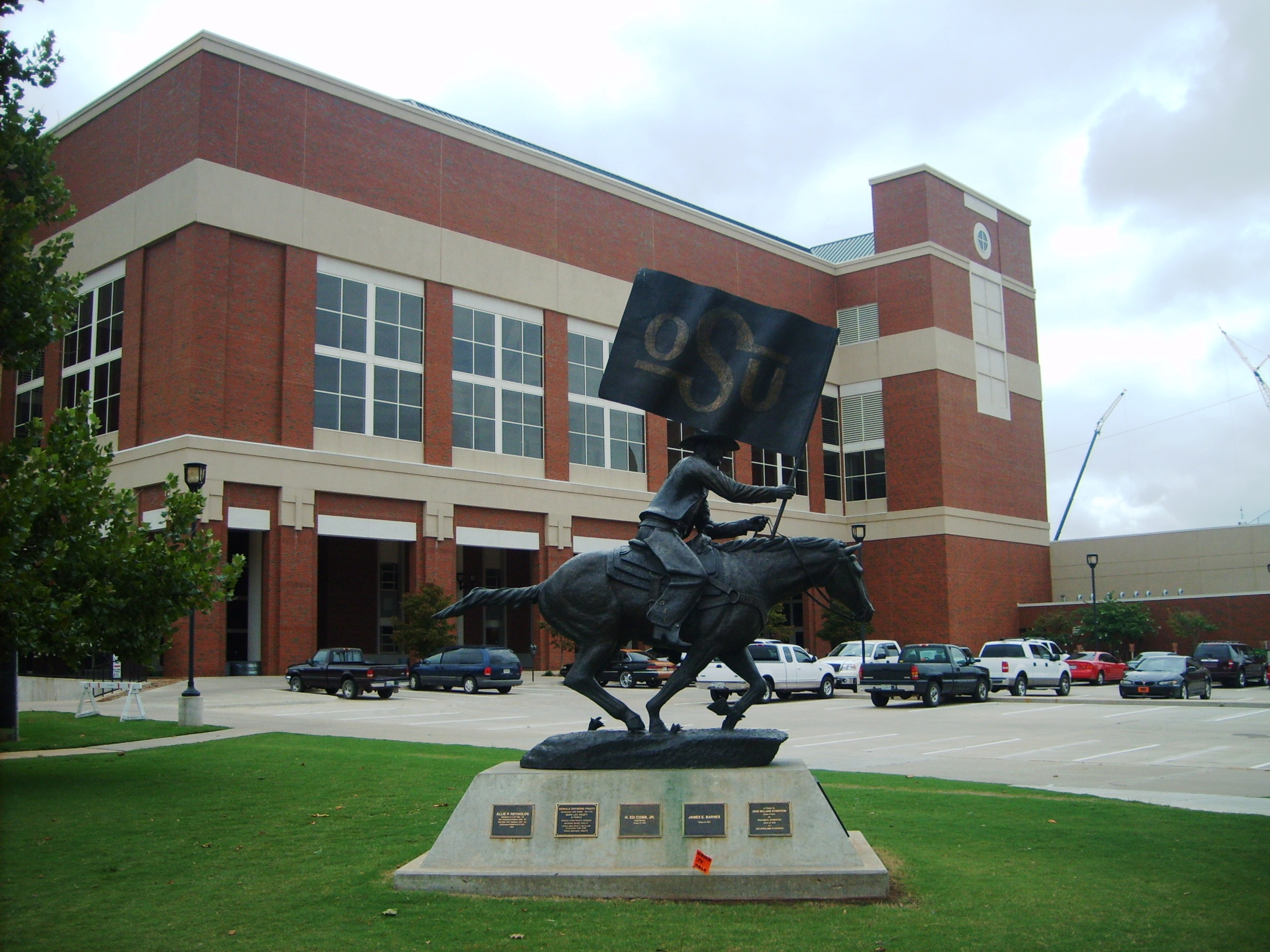
Gallagher Hall po przebudowie

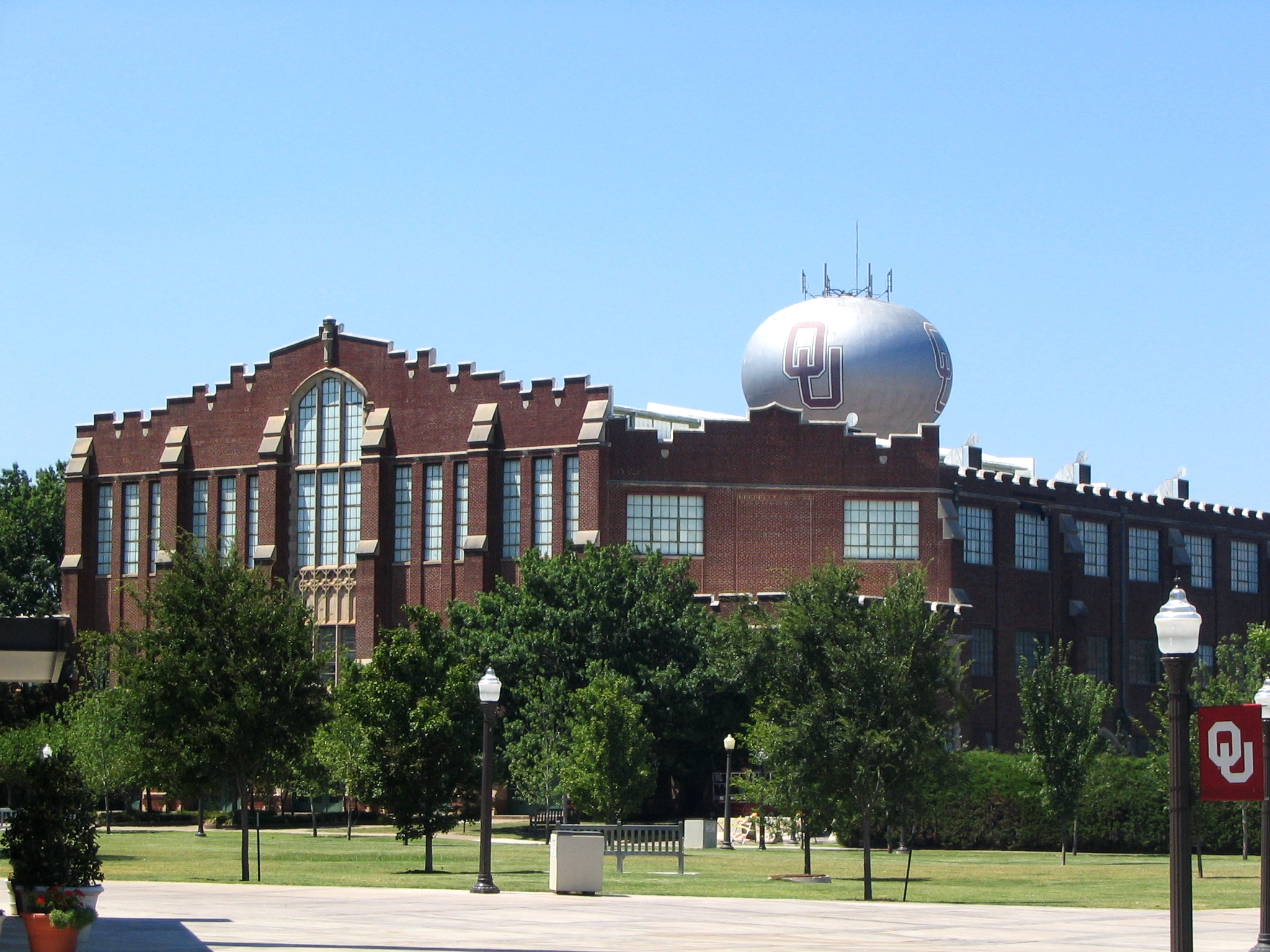
McCasland Field House

- Outstanding Wrestler – Barry Davis

## Wyniki

### Drużynowo
| Kolejność | Szkoła                        | Zespół        |
| --------- | ----------------------------- | ------------- |
| 1.        | University of Iowa            | Hawkeyes      |
| 2.        | University of Oklahoma        | Sooners       |
| 3.        | Iowa State University         | Cyclones      |
| 4.        | Oklahoma State University     | Cowboys       |
| 5.        | University of Michigan        | Wolverines    |
| 6.        | Arizona State University      | Sun Devils    |
| 7.        | Pennsylvania State University | Nittany Lions |
| 8.        | University of Tennessee       | Volunteers    |

### All American

#### 118 lb
| Lp. | Zawodnik       | Szkoła         |
| --- | -------------- | -------------- |
| 1.  | Ricky Bonomo   | Bloomsburg     |
| 2.  | Matt Egeland   | Iowa           |
| 3.  | Don Horning    | Kent State     |
| 4.  | Joe Melchiore  | Oklahoma       |
| 5.  | Mark Perry     | Oklahoma State |
| 6.  | Paul Kreimeyer | Northern Iowa  |
| 7.  | Alfred Castro  | Utah State     |
| 8.  | Dave Crisanti  | Princeton      |

#### 126 lb
| Lp. | Zawodnik        | Szkoła            |
| --- | --------------- | ----------------- |
| 1.  | Barry Davis     | Iowa              |
| 2.  | Joe McFarland   | Michigan          |
| 3.  | Wade Hughes     | George Washington |
| 4.  | John Lucerne    | Rider             |
| 5.  | Steve DePetro   | Northwestern      |
| 6.  | Cordel Anderson | Utah State        |
| 7.  | Rob Johnson     | Louisiana State   |
| 8.  | Gary Bairos     | Arizona State     |

#### 134 lb
| Lp. | Zawodnik       | Szkoła           |
| --- | -------------- | ---------------- |
| 1.  | Jim Jordan     | Wisconsin        |
| 2.  | John Smith     | Oklahoma State   |
| 3.  | Alan Grammer   | SIU Edwardsville |
| 4.  | John Fisher    | Michigan         |
| 5.  | Greg Randall   | Iowa             |
| 6.  | Mark Ruettiger | Eastern Illinois |
| 7.  | Tim Cochran    | Tennessee        |
| 8.  | Terry Lauver   | Shippensburg     |

#### 142 lb
| Lp. | Zawodnik       | Szkoła        |
| --- | -------------- | ------------- |
| 1.  | Jeff Gibbons   | Iowa State    |
| 2.  | John Orr       | Princeton     |
| 3.  | Peter Yozzo    | Lehigh        |
| 4.  | Kevin Dresser  | Iowa          |
| 5.  | Lew Sondgeroth | Northern Iowa |
| 6.  | John Effner    | Indiana State |
| 7.  | John Giura     | Wisconsin     |
| 8.  | Scott Wiggen   | Stanford      |

#### 150 lb
| Lp. | Zawodnik         | Szkoła               |
| --- | ---------------- | -------------------- |
| 1.  | Eddie Urbano     | Arizona State        |
| 2.  | Jim Heffernan    | Iowa                 |
| 3.  | Darrin Higgins   | Oklahoma             |
| 4.  | Chris Bevilacqua | Penn State           |
| 5.  | Dave Holler      | Illinois State       |
| 6.  | Ken Haselrig     | Clarion              |
| 7.  | Luke Skove       | Oklahoma State       |
| 8.  | Rob Koll         | North Carolina State |

#### 158 lb
| Lp. | Zawodnik      | Szkoła         |
| --- | ------------- | -------------- |
| 1.  | Marty Kistler | Iowa           |
| 2.  | Greg Elinsky  | Penn State     |
| 3.  | Dave Ewing    | Iowa State     |
| 4.  | Dave Lilovich | Purdue         |
| 5.  | Tom Draheim   | Arizona State  |
| 6.  | Ernie Blazeff | Michigan State |
| 7.  | Bill Dykeman  | Oklahoma State |
| 8.  | Glen Lanham   | Tennessee      |

#### 167 lb
| Lp. | Zawodnik         | Szkoła          |
| --- | ---------------- | --------------- |
| 1.  | Chris Edmond     | Tennessee       |
| 2.  | Pete Capone      | Hofstra         |
| 3.  | John Laviolette  | Oklahoma        |
| 4.  | John Monaco      | Montclair State |
| 5.  | Lindley Kistler  | Iowa            |
| 6.  | Mike Van Arsdale | Iowa State      |
| 7.  | Kevin Jackson    | Louisiana State |
| 8.  | Tad Wilson       | North Carolina  |

#### 177 lb
| Lp. | Zawodnik          | Szkoła                |
| --- | ----------------- | --------------------- |
| 1.  | Melvin Douglas    | Oklahoma              |
| 2.  | Wayne Catan       | Syracuse              |
| 3.  | Booker Benford    | SIU Edwardsville      |
| 4.  | Roger Sayles      | California Poly-State |
| 5.  | Rico Chiapparelli | Iowa                  |
| 6.  | Tom Kolopus       | Arizona State         |
| 7.  | Doug Dake         | Kent State            |
| 8.  | Bob McCurdy       | Shippensburg          |

#### 190 lb
| Lp. | Zawodnik      | Szkoła                |
| --- | ------------- | --------------------- |
| 1.  | Dan Chaid     | Oklahoma              |
| 2.  | Duane Goldman | Iowa                  |
| 3.  | Paul Diekel   | Lehigh                |
| 4.  | Koln Knight   | Augustana             |
| 5.  | Mark Cody     | Missouri              |
| 6.  | Jim Beichner  | Clarion               |
| 7.  | Mark Tracey   | California Poly-State |
| 8.  | Ryan Western  | Weber State           |

#### UNL
| Lp. | Zawodnik        | Szkoła           |
| --- | --------------- | ---------------- |
| 1.  | Bill Hyman      | Temple           |
| 2.  | Kirk Trost      | Michigan         |
| 3.  | Rick Brunot     | Youngstown State |
| 4.  | Steve Sefter    | Penn State       |
| 5.  | Darryl Peterson | Iowa State       |
| 6.  | Kahlan O’Hara   | Oklahoma State   |
| 7.  | Rod Severn      | Arizona State    |
| 8.  | Al Sears        | SIU Edwardsville |